# Amtsbezirk Niedersimmental
Der Amtsbezirk Niedersimmental war bis zum 31. Dezember 2009 eine Verwaltungseinheit mit Hauptort Wimmis im Schweizer Kanton Bern. Der Amtsbezirk umfasste neun Gemeinden und hatte 21'735 Einwohner (Stand 31. Dezember 2008) auf 305,46 km².
Sitz des Regierungsstatthalters war das Schloss Wimmis.

## Gemeinden
| Name der Gemeinde      | Einwohner (31. Dez. 2008) | Fläche in km² | Einwohner pro km² |
| ---------------------- | ------------------------- | ------------- | ----------------- |
| Därstetten             | 857                       | 32,84         | 26                |
| Diemtigen              | 2'145                     | 129,94        | 17                |
| Erlenbach im Simmental | 1'694                     | 36,69         | 46                |
| Niederstocken          | 267                       | 5,50          | 49                |
| Oberstocken            | 284                       | 4,10          | 69                |
| Oberwil im Simmental   | 804                       | 46,06         | 17                |
| Reutigen               | 956                       | 11,29         | 85                |
| Spiez                  | 12'453                    | 16,69         | 746               |
| Wimmis                 | 2'275                     | 22,35         | 102               |
| Total (9)              | 21'735                    | 305,46        | 71                |

## Veränderungen im Gemeindebestand

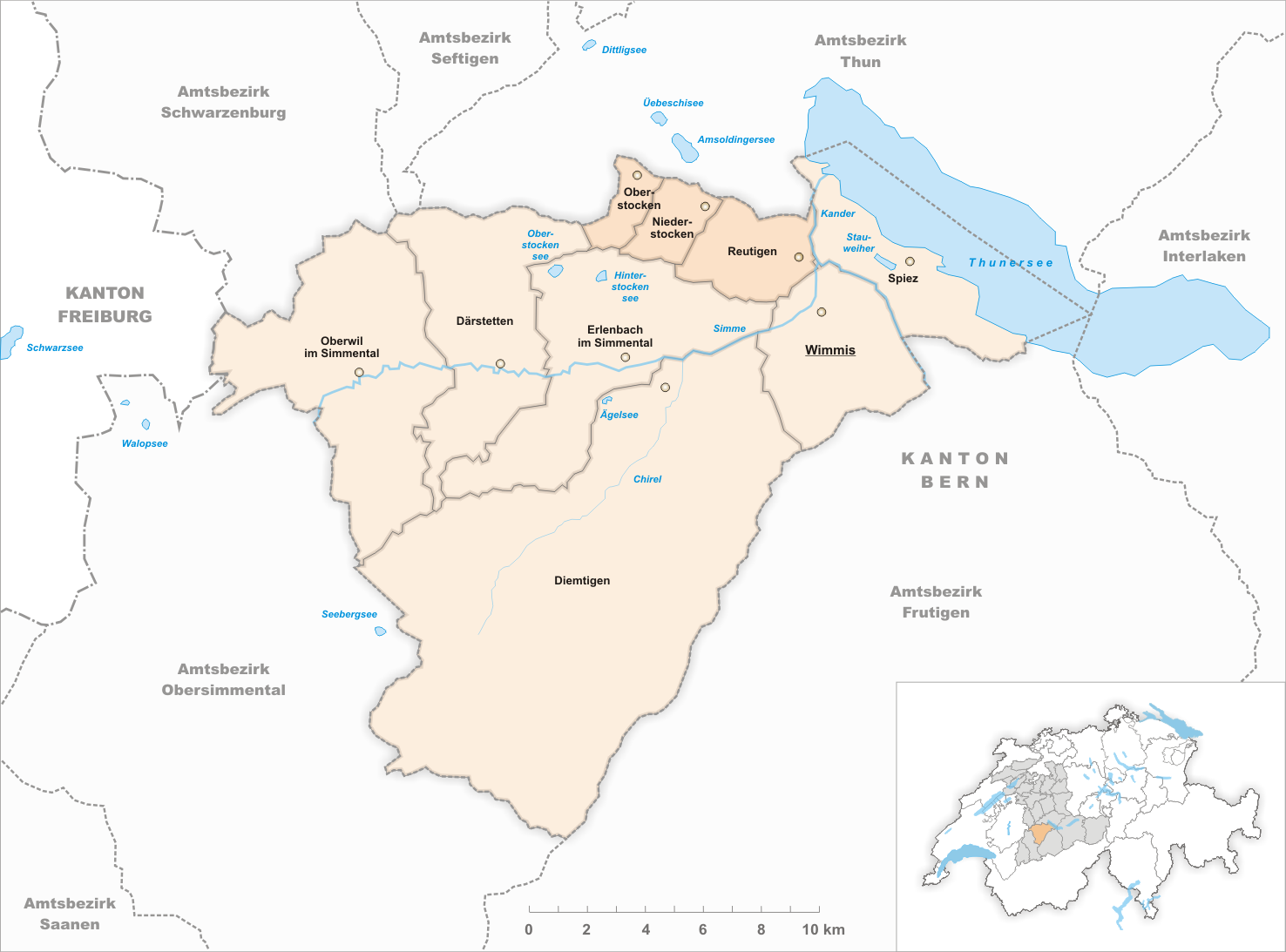
Gemeinden bis 2009

- 2010: Bezirkswechsel von Niederstocken, Oberstocken und Reutigen vom Amtsbezirk Niedersimmental → Verwaltungskreis Thun
- 2010: Bezirkswechsel aller anderen 6 Gemeinden vom Amtsbezirk Niedersimmental → Verwaltungskreis Frutigen-Niedersimmental